# Marianne Rokne
Marianne Rokne, née le 9 mars 1978 à Bergen, est une ancienne handballeuse internationale norvégienne.
Avec l'équipe de Norvège, elle participe aux jeux olympiques de 2000 où elle remporte une médaille de bronze. 
En 1999, elle remporte également le titre de championne du monde avec la Norvège.

## Palmarès

### Sélection nationale
- Jeux olympiques
  -  médaille de bronze aux Jeux olympiques de 2000, Sydney, Australie
- Championnat du monde
  -  vainqueur du Championnat du monde 1999, Norvège et Danemark
  -  finaliste du Championnat du monde 2001, Italie
- Championnat d'Europe
  -  vainqueur du Championnat d'Europe 2006, Suède

### Club
- finaliste de la Coupe EHF en 2000 avec Tertnes IL